# Beerana Kere, Shimoga
Beerana Kere là một làng thuộc tehsil Shimoga, huyện Shimoga, bang Karnataka, Ấn Độ.